# Tipula (Microtipula) perissopyga
Tipula (Microtipula) perissopyga is een tweevleugelige uit de familie langpootmuggen (Tipulidae). De soort komt voor in het Neotropisch gebied.